# Question des écoles du Manitoba

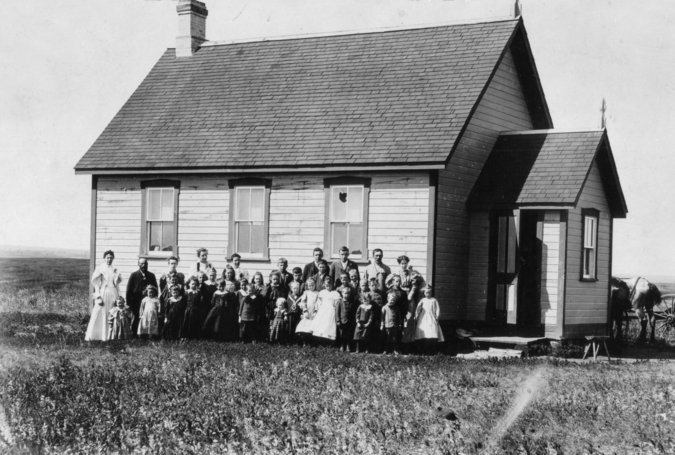
École Wood Lake en 1896

La question des écoles du Manitoba était une crise politique au Manitoba, et partout au Canada, vers la fin du XIXe siècle concernant les écoles séparées, et la question plus fondamentale de savoir si le français pouvait survivre en tant que langue (officielle et de culture) dans l'Ouest canadien.

## Histoire
Le Manitoba fut la cinquième province à se joindre à la confédération en 1870, après des négociations entre le Canada et le gouvernement provisoire de la rivière Rouge de Louis Riel. L'acte du parlement qui créa la province, la Loi sur le Manitoba, créa aussi un système d'écoles confessionnelles semblable à celui utilisé dans la province de Québec.
Avant que la Loi sur le Manitoba ne soit votée pour créer la province, des colons du Canada anglais (principalement l'Ontario) commencèrent à arriver, en nombre plus grands même qu'avant la rébellion de la rivière Rouge (qui était, en partie, une réaction à ces colons). La Loi sur le Manitoba donnait des droits égaux aux écoles protestantes de langue anglaise et aux écoles catholiques de langue française, mais en 1880 ceci ne reflétait plus la composition linguistique de la province. Plusieurs Métis étaient partis, et les colons du Québec n'étaient pas aussi nombreux que ceux de l'Ontario. Quand le chemin de fer Canadien Pacifique fut complété dans les années 1870 et 1880, encore plus de colons anglophones commençaient à arriver.
Un des opposants les plus féroces aux écoles séparées anglophones et francophones fut Dalton McCarthy, qui forma la Equal Rights Association en 1889. Pour McCarthy, « Equal Rights » (droits égaux) voulait dire une représentation plus juste dans la province, et non des privilèges pour la population francophone décroissante. McCarthy fut appuyé par Joseph Martin, le procureur général du Manitoba.
En 1890, le Manitoba vota la Loi sur les écoles du Manitoba, abolissant le français comme langue officielle de la province, et retirant le financement pour les écoles catholiques. Ceci était en contradiction à la Loi sur le Manitoba de 1870. Les catholiques du Manitoba, encouragés par le premier ministre John A. Macdonald, en appelèrent à la Cour suprême de la province, mais la Loi sur les écoles fut soutenue. Ils portèrent l'affaire en appel à la Cour suprême du Canada, qui trancha en faveur de la Loi sur le Manitoba d'origine. Toutefois, le Comité judiciaire du Conseil privé au Royaume-Uni annula la décision, favorisant la Loi sur les écoles. Pendant ce temps, en 1892, les Territoires du Nord-Ouest abolirent également le français comme langue officielle.
Selon l'Acte de l'Amérique du Nord britannique, qui créa le Canada en 1867, le gouvernement fédéral pouvait encore intervenir malgré une décision du Conseil privé. La « question des écoles », comme on l'appelait, divisait le gouvernement conservateur depuis 1890, et encore plus après la mort de Macdonald en 1891 lorsqu'il n'y eut aucun dirigeant fort pour lui succéder. En 1896, le gouvernement créa une nouvelle commission scolaire pour les catholiques ; ceci était très impopulaire auprès des députés tory protestants, et le premier ministre Mackenzie Bowell fut obligé de démissionner en avril de cette année.
L'élection de 1896 était centrée sur la question des écoles. Il divisait surtout les conservateurs au Québec et en Ontario ; le Québec était furieux que le français se fasse éliminer dans l'Ouest canadien, tout comme la population métis francophone avait été expulsée de ses terres, tandis que l'Ontario voyait une forte opposition à l'appui des catholiques par le puissant ordre d'Orange. Les libéraux sous Wilfrid Laurier (un francophone catholique) tirèrent avantage de la division au sein du Parti conservateur, et Laurier devint premier ministre en 1896.
Comme le français n'était plus une langue officielle, son usage déclina rapidement. En 1916, la garantie de l'éducation française fut enlevée du compromis, laissant l'anglais comme la seule langue en usage dans la province.
La question des écoles, avec l'exécution de Louis Riel en 1885, fut un des évènements qui mena à la montée du nationalisme canadien-français au Québec à la fin du XIXe siècle.